# Cuvierichelys
Genre
Cuvierichelys est un genre éteint de tortues de la super-famille des Testudinoidea.

## Systématique
Le genre Cuvierichelys a été créé en 2004 par la paléontologue française Sophie Hervet (d) avec pour espèce type Cuvierichelys parisiensis.

## Liste d'espèces
Selon Paleobiology Database (17 juillet 2021) :
- † Cuvierichelys crassa (Owen, 1849) - Éocène du Royaume-Uni
- † Cuvierichelys iberica (Bergounioux, 1958) - Oligocène de l'Espagne
- † Cuvierichelys parisiensis (Gray, 1831) - Éocène de France et du Royaume-Uni

## Étymologie
Le nom du genre Cuvierichelys est dédié au zoologiste et paléontologue français Georges Cuvier (1769–1832) pour ses découvertes dans le gypse de Montmartre.

## Publication originale
- Sophie Hervet, « Systématique du groupe « Palaeochelys sensu lato – Mauremys » (Chelonii, Testudinoidea) du Tertiaire d’Europe occidentale : principaux résultats », Annales de Paléontologie, Elsevier, vol. 90, no 1,‎ janvier 2004, p. 13-78 (ISSN 0753-3969, 1778-3666 et 0003-4142, OCLC 8770809, DOI 10.1016/J.ANNPAL.2003.12.002).